# Imunga Ivanga
 (février 2020).
Imunga Ivanga (né à Libreville) est un réalisateur gabonais, également critique d’art et écrivain. Il est souvent appelé « le conteur du septième art ».

## Biographie
Imunga Ivanga est né à Libreville le 11 avril 1967. Il effectue ses études à Libreville. Il entre à l’Université Omar-Bongo en 1986 en droit, puis s’inscrit en 1989 en lettres modernes. Ayant obtenu une maitrise, il part pour Paris, après avoir réussi le concours d’entrée de la Fondation Européenne des Métiers de l'Image et du Son (FEMIS), où il obtient un diplôme de troisième cycle en scénarisation.
Il réalise sa première fiction de court-métrage, Le Départ, en 1993, puis un second court métrage dans le cadre de la série « Les Fables de La Fontaine » avec La grenouille qui voulait se faire aussi grosse que le bœuf ; la série obtient une nomination aux Sept d'or. 
De retour au Gabon en 1999, il s’investit dans la production cinématographique. Son premier long métrage Dôlè (L’argent) sort en 2000 et remporte un franc succès aussi bien auprès de la critique que du public. Il obtient le Tanit d'or aux Journées cinématographiques de Carthage (JCC) en 2000. Il est la troisième personnalité d’Afrique subsaharienne à obtenir cette distinction après Ousmane Sembène et Souleymane Cissé. La même année, il reçoit le Prix Spécial du Jury Cannes Junior. 
Entre 2000 et 2009, il produit de nombreux documentaires, courts-métrages, produit des musiciens, et tourne finalement son deuxième long métrage à succès, L’Ombre de Liberty.
Il occupe le poste de Directeur général de l’Institut Gabonais de l’Image et du Son (IGIS) de 2009 à 2014. Dans le cadre de cette mission, il produit une vingtaine de documentaires, deux séries télévisées, un long métrage, un téléfilm et sept courts métrages. Durant cette même période, il codirige le Festival « Les Escales documentaires de Libreville ». 
En 2014, il prend la tête du groupe Gabon Télévision, qu’il dirige pendant deux ans. Il y mène de nombreuses réformes visant notamment à conférer au groupe une autonomie financière. Il pilote le basculement de l’analogique au numérique et le lancement de la chaîne d’information en continu « Gabon 24 ». 
Depuis 2016, il occupe les fonctions de Président directeur général du Conseil d’administration de l’Institut Gabonais de l’Image et du Son. Il apporte son expérience en tant que directeur d’écriture auprès de réalisateurs et son expertise dans le cadre de rencontres professionnelles. 

## Filmographie

### Longs métrages
- 1999 : Dôlè (l'argent) (Tanit d’Or de Carthage / Grand prix spécial du jury Cannes Junior 2000 / Prix du meilleur film au Festival du film africain de Milan / Prix du meilleur scénario de film de long métrage du Festival panafricain du cinéma et de la télévision de Ouagadougou)

- 2006 : L'Ombre de Liberty (Mention spéciale du Festival Los Pueblos del Sur au Venezuela / sélection officielle aux journées cinématographiques de Carthage / Lauréat du festival des scénaristes de la Ciotat en France)

### Documentaires
- 1996 : Les Tirailleurs d'ailleurs (Prix ACCT Film documentaires Amiens)
- 2001 : Les Flots de Libreville
- 2019 : Dikongue Pipa na Muna Moto (Dikongué Pipa et l'Enfant de l'Autre)

### Courts métrages
- 1993 : Le Départ
- 1996 : La grenouille qui voulait se faire aussi grosse que le bœuf (série nommée au 7 d’Or de TF1)
- 1999 : Gozamb’olowi (Prix Eléphant d’Or au FICA)

## Musique
- 2006 : Ayinda de l’artiste Lé

## Articles et publications
- 2017 : Cinéma et Mémoire : comment s'instruire de son passé pour bâtir une identité.
- 2012 : « Le cinéma gabonais (1962-2012) », in Le Film africain & le Film du sud n°64/65
- 2009 : « Gabon : entre tradition et modernité », in Cultures sud
- 2005 : « Au sud, des cinémas et Autant on emporte la critique », in Afriques 50, L'Harmattan, 2005
- 2003 : Blaise Paraison (ouvrage sur la photographie), co-auteur, éditions IP12
- 2003 : « Le Renouveau du cinéma gabonais », in Ciném'action n° 106
- 2001 : « Gabon culture », coordonnateur du n°36 du magazine Africultures
- 1996 : collaborateur à la revue de cinéma Le Film africain
- 1992 : Le Tam-tam littéraire, fondateur (magazine littéraire universitaire)
- 1989 : Les Sens du silence, recueil de poèmes. Prix de la poésie du 1er concours littéraire de l’Université de Libreville